# 이란 우주국
이란 우주국(ISA, Iranian Space Agency)은 2004년 설립된 이란의 우주개발 담당기관이다.
이란은 1958년 설립된 유엔우주공간평화이용위원회(COPUOS, United Nations Committee on the Peaceful Uses of Outer Space)의 24개 창립 회원국이다.

## 역사
2003년 12월 10일 이란 의회는 이란 국립 우주국의 설립의 근거법률을 통과시켰다. 이에 근거하여, 2004년 2월 1일 이란 통신정보기술부 장관은 이란 우주국을 설립했다.

## 예산
이란 우주국의 2014년도 예산은 1,865,583 백만 리알(71,753,192 달러, 710억 원)이다. 이란 우주 연구 센터는 추가로 1,751,000 백만 리알($67,346,100, 670억 원)의 예산을 배정받았다. 2008년 예산은 39억 달러(4조 원)이었다.

## 스페이스 센터
이란은 쿰, 샤루드, 셈난에 3곳의 스페이스 센터를 보유하고 있다. 카보시가르 로켓, 사피르 로켓은 셈난에서 발사한다.

## 프로젝트
- 사피르 로켓
- 카보시가르 로켓
- 피시감 로켓

## 같이 보기
- 아누셰흐 안사리
- 화성식민지
- 달 거주지
- 이란의 경제
- 나라별 최초의 우주발사체
- 유인 우주 비행